# 마이클 오어

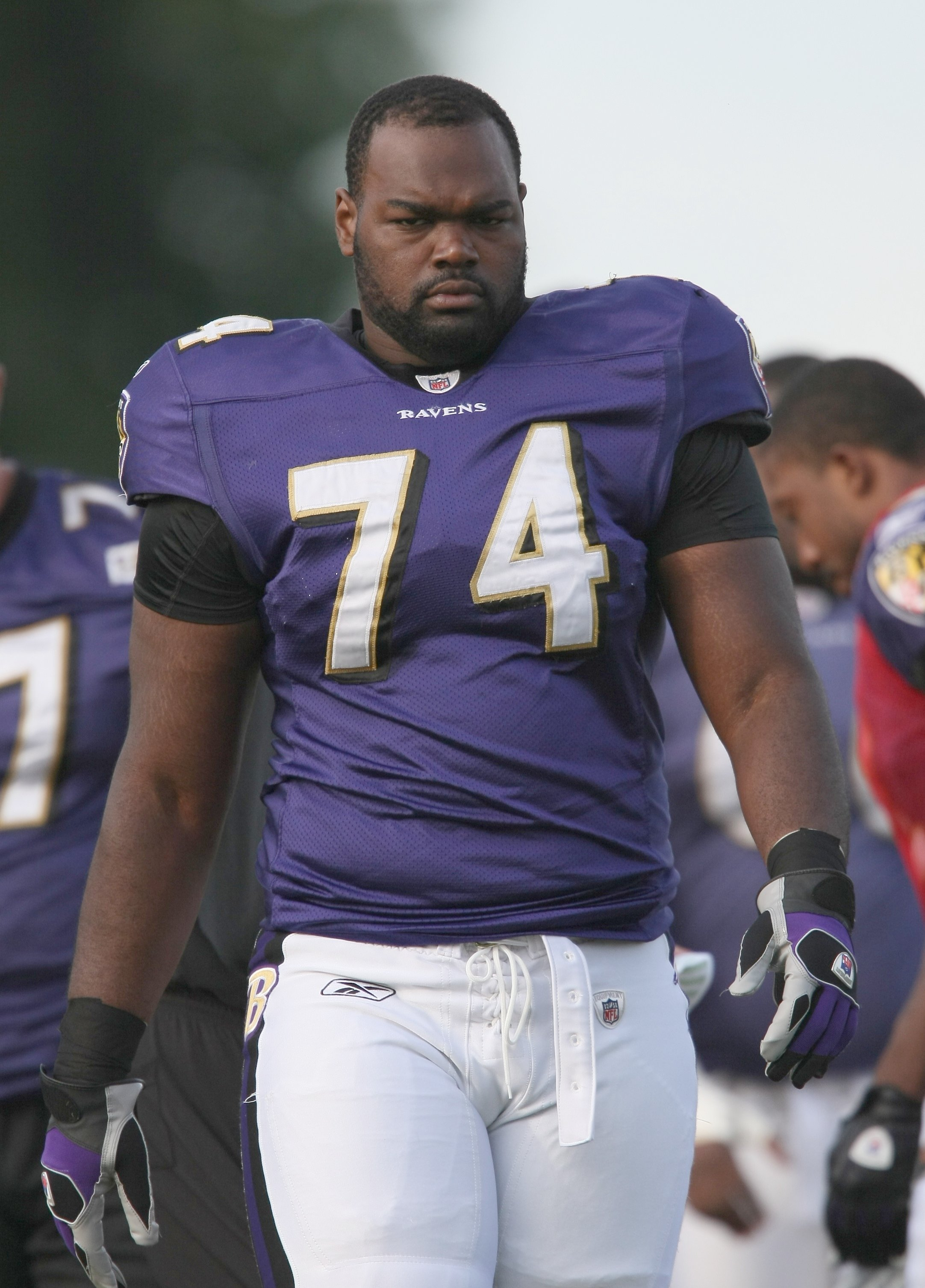
마이클 오어

마이클 제롬 오어(영어: Michael Jerome Oher, /ɔr/; 출생 당시의 성씨: 윌리엄스 주니어(Williams Jr.), 1986년 5월 28일 ~ )는 미국의 전직 미식축구 선수로, 내셔널 풋볼 리그에서 8시즌 동안에 걸쳐 활약했다.

## 생애
테네시주 멤피스 출신이다. 그의 어머니가 알코올 중독과 크랙 코카인 중독에 시달렸고 그의 아버지는 감옥에 자주 수감되었다. 학생 시절에는 9년 동안에 걸쳐 11개 학교를 전전했다. 7세 시절에는 위탁 보호 시설에 배치되었고, 다양한 위탁 가정에서 생활하는 것과 노숙 기간을 번갈아 가며 살았다. 오어가 고등학교 3학년이었을 때 그의 아버지가 감옥에서 살해당했다.
그러다가 공립 고등학교 1학년 시절부터 미식축구를 접했고, 일시적으로 함께 살고 있던 자동차 정비공인 토니 헨더슨의 제안으로 브라이어크레스트 기독교 학교 입학을 지원했다. 학교 미식축구부 코치였던 휴 프리즈는 오어의 입학 지원서를 교장에게 제출했는데, 교장은 오어가 가정 학습 프로그램을 완료할 수 있다는 입장을 수용한다는 조건으로 입학을 허가했다.
2005년부터 2008년까지 미시시피 대학교 산하 칼리지 풋볼(대학 미식축구) 클럽인 올 미스 레벨스(Ole Miss Rebels)에서 활동했고, 2008년에는 전미 대학 체육 협회로부터 만장일치로 올아메리칸 칭호를 받았다. 2009년 NFL 드래프트 1라운드에서 볼티모어 레이븐스에 의하여 선발되었고, 2013년 슈퍼볼에서 볼티모어 레이븐스의 우승에 기여했다. 그는 또한 테네시 타이탄스(2014년)와 캐롤라이나 팬서스(2015년 ~ 2016년)에서 활약하였다.
고등학교 마지막 학년과 대학 1학년을 통한 오어의 삶은 마이클 루이스의 2006년 책 《블라인드 사이드: 에볼루션 오브 어 게임》의 주제 중 하나이며, 아카데미상을 수상한 2009년 영화 《블라인드 사이드》에 등장했다.